# Hugo Siquet
Hugo Siquet (Marche-en-Famenne, 9 de julio de 2002) es un futbolista belga. Su posición es la de defensa y su club es el Club Brujas de la Primera División de Bélgica.

## Trayectoria

### Standard de Lieja
Ingresó a las categorías inferiores del Standard de Lieja en el año 2009, tras sus actuaciones logró pasar por las categorías sub-18 y sub-21. Firmó su primer contrato como profesional el 10 de julio de 2020.
Su debut en el primer equipo fue el 5 de noviembre de 2020 en un partido de Liga Europa de la UEFA ante el Lech Poznań entrando de cambio al minuto 46' por Nicolas Gavory; su equipo terminaría cayendo por un marcador de 3-1.

### S. C. Friburgo
El 1 de diciembre de 2021 se hizo oficial su llegada al S. C. Friburgo en enero de 2022 firmando un contrato hasta 2026. Su primer partido con el equipo fue el 2 de abril en liga ante el Bayern de Múnich entrando de cambio al 69' por Jonathan Schmid, al final su equipo terminaría cayendo por marcador de 1-4. Regresó a Bélgica un año después de su llegada tras ser cedido al Círculo de Brujas para lo que quedaba de temporada. La siguiente siguió en el mismo equipo y en julio de 2024 fichó por el rival ciudadano de este, el Club Brujas.

## Selección nacional
Ha sido convocado para las categorías sub-16, sub-17, sub-18 y sub-21 de Bélgica. También jugó con la selección absoluta e hizo su debut el 12 de septiembre de 2023 en un triunfo por cinco a cero ante Estonia.

### Participaciones en selección nacional
| Torneo                  | Categoría | Sede    | Resultado   | Partidos | Goles |
| ----------------------- | --------- | ------- | ----------- | -------- | ----- |
| Campeonato Europeo 2019 | Sub-17    | Irlanda | Sexto lugar | 2        | 0     |

## Estadísticas

### Clubes
Actualizado al último partido jugado el 26 de mayo de 2024.
| Standard de Lieja · Bélgica | 1.ª           | 2020-21       | 20 | 0 | 5 | 0 | 1 | 0 | 26  | 0 | 0    |
| Standard de Lieja · Bélgica | 1.ª           | 2021-22       | 17 | 0 | - | - | - | - | 17  | 0 | 0    |
| Standard de Lieja · Bélgica | Total         | Total         | 37 | 0 | 5 | 0 | 0 | 0 | 43  | 0 | 0    |
| SC Friburgo II · Alemania | 3.ª           | 2021-22       | 4  | 1 | - | - | - | - | 4   | 1 | 0,25 |
| SC Friburgo II · Alemania | 3.ª           | 2022-23       | 2  | 0 | - | - | - | - | 2   | 0 | 0    |
| SC Friburgo II · Alemania | Total         | Total         | 6  | 1 | 0 | 0 | 0 | 0 | 6   | 1 | 0,17 |
| SC Friburgo · Alemania | 1.ª           | 2021-22       | 1  | 0 | - | - | - | - | 1   | 0 | 0    |
| SC Friburgo · Alemania | 1.ª           | 2022-23       | 2  | 0 | - | - | 1 | 0 | 3   | 0 | 0    |
| SC Friburgo · Alemania | Total         | Total         | 3  | 0 | 0 | 0 | 1 | 0 | 4   | 0 | 0    |
| Círculo de Brujas · Bélgica | 1.ª           | 2022-23       | 20 | 2 | - | - | - | - | 20  | 2 | 0,10 |
| Círculo de Brujas · Bélgica | 1.ª           | 2023-24       | 30 | 0 | 1 | 0 | - | - | 31  | 0 | 0    |
| Círculo de Brujas · Bélgica | Total         | Total         | 50 | 2 | 1 | 0 | 0 | 0 | 51  | 2 | 0,04 |
| Total carrera | Total carrera | Total carrera | 96 | 3 | 6 | 0 | 2 | 0 | 104 | 3 | 0,03 |
| (1) Incluye datos de Copa de Bélgica. (2) Incluye datos de Liga Europa de la UEFA. (3) No incluye goles en partidos amistosos. |               |               |    |   |   |   |   |   |     |   |      |

## Palmarés

### Títulos nacionales
| Título               | Club        | País    | Año  |
| -------------------- | ----------- | ------- | ---- |
| Copa de Bélgica      | Club Brujas | Bélgica | 2025 |
| Supercopa de Bélgica | Club Brujas | Bélgica | 2025 |